# Алерткари
Алерткари (груз. ალერტკარი) — село в Грузии, на территории Зугдидского муниципалитета края (мхаре) Самегрело-Верхняя Сванетия.

## География
Село находится в западной части Грузии, на расстоянии приблизительно 6 километров (по прямой) к востоко-северо-востоку от города Зугдиди, административного центра муниципалитета. Абсолютная высота — 260 метров над уровнем моря.

## История
До 2018 года село носило название Григолиши.

## Население
По результатам официальной переписи населения 2014 года, в Алерткари проживало 509 человека (267 мужчин и 242 женщины). В национальной структуре населения грузины составляли 99,6 %.
| Год  | Население, человек |
| ---- | ------------------ |
| 2002 | 797                |
| 2014 | ↘ 509              |